# Yongping Tongkuang
Yongping Tongkuang (kinesiska: 永平铜矿) är en koppargruva i Kina. Den ligger i provinsen Jiangxi, i den sydöstra delen av landet, omkring 190 kilometer öster om provinshuvudstaden Nanchang.
Runt Yongping Tongkuang är det ganska tätbefolkat, med 192 invånare per kvadratkilometer. Närmaste större samhälle är Yongping, 2,8 km norr om Yongping Tongkuang. I omgivningarna runt Yongping Tongkuang växer i huvudsak blandskog.
Genomsnittlig årsnederbörd är 2 755 millimeter. Den regnigaste månaden är juni, med i genomsnitt 477 mm nederbörd, och den torraste är oktober, med 35 mm nederbörd.